# Casa e Capela da Quinta do Bom Sucesso
O conjunto da Casa e Capela da Quinta do Bom Sucesso é um dos poucos exemplares de casas agrícolas do século XVIII ainda existentes no Porto, classificado como Imóvel de Interesse Público em 2011 pelo IGESPAR, localizando-se na proximidade da Rotunda da Boavista, na cidade do Porto.

## História
A Quinta de Bom Sucesso era uma antiga propriedade rural dos arredores do Porto. No século XVIII e XIX, a cidade invicta era ainda uma cidade relativamente pequena (em comparação ao seu tamanho actual), e estava rodeada por propriedades rurais, pertencentes às grandes famílias do Porto. Sim, porque a maioria dos seus donos vivia em permanência em grandes mansões e palacetes na cidade. Eram fidalgos, burgueses e mercadores abastados que compravam essas quintas para veraneio e recreio. Por outro lado, era de muitas destas quintas que vinham os mantimentos da cidade, as frutas e hortaliças vendidas nos mercados da cidade.
Esta quinta foi construída no fim do século XVIII por António de Almeida Saraiva. Este era um dos muitos comerciantes e burgueses abastados da cidade, que utilizava a propriedade campestre para lazer. Construiu uma boa casa, de desenho e linhas simples e levemente rurais, e ao lado, formando um L com a habitação, uma capela barroca, de desenho mais elaborado, que dedicou a Nossa Senhora do Bom Sucesso. E baptizou a quinta como Quinta do Bom Sucesso.
A capela ganhou fiéis, e segundo as "Memórias Paroquiais de 1758", a capela já tinha alguns devotos que vinham desde a cidade do Porto até à capela para orar e dirigir preces à imagem de Nossa Senhora do Bom Sucesso. A propriedade passou por casamento para a posse do desembargador António de Sá Lopes.
Mas o avançar da cidade não poupou a propriedade. Os tempos ditaram a sua venda e urbanização. Hoje, as terras ocupadas pela quinta, outrora cultivadas, estão sob o alcatrão e o cimento das ruas e edifícios do Porto urbano do nosso tempo, e da antiga propriedade restou a casa da quinta, e a capela pegada. Estas foram por sua vez incorporadas no arranha-céus de vidro do Shopping Cidade do Porto. Estão restauradas, mantiveram a sua traça original no exterior. A casa é hoje um restaurante-bar; a Capela foi reaberta ao culto, ao cuidado dos Missionários da Fraternidade Missionária Verbum Dei.